# Maria Böhmer
Maria Böhmer (ur. 23 kwietnia 1950 w Moguncji) – niemiecka polityk, pedagog i profesor nadzwyczajna, działaczka Unii Chrześcijańsko-Demokratycznej (CDU), w latach 2005–2013 minister stanu w Urzędzie Kanclerza Federalnego oraz pełnomocnik rządu federalnego ds. migracji, uchodźców i integracji, w latach 2013–2018 minister stanu w Federalnym Ministerstwie Spraw Zagranicznych.

## Życiorys
Ukończyła studia z matematyki, fizyki, pedagogiki i nauk politycznych na Uniwersytecie Jana Gutenberga w Moguncji, gdzie uzyskała doktorat (1974), a następnie habilitację (1982) z pedagogiki. Pracowała naukowo na uczelniach w Moguncji i Augsburgu oraz odbyła staż badawczy na Uniwersytecie w Cambridge. W latach 1982–1990 pełniła funkcję pełnomocniczki ds. kobiet rządu Nadrenii-Palatynatu. W 1985 wstąpiła do CDU.
W 1990 po raz pierwszy uzyskała mandat posłanki do Bundestagu. Z powodzeniem ubiegała się o reelekcję w 1994, 1998, 2002, 2005, 2009 i 2013. W parlamencie zajmowała się głównie kwestiami polityki społecznej i równości płci. W latach 2000–2005 była wiceprzewodniczącą frakcji CDU/CSU ds. polityki społecznej, edukacji, rodziny, bioetyki i kościołów.
Od 2001 do 2015 pełniła funkcję przewodniczącej Frauen-Union. W 2003 doprowadziła do przyjęcia postulatu tzw. renty macierzyńskiej, który w 2013 znalazł się w umowie koalicyjnej CDU/CSU–SPD.
W listopadzie 2005 objęła stanowisko ministra stanu w Urzędzie Kanclerza Federalnego oraz pełnomocnika rządu federalnego ds. migracji, uchodźców i integracji. Funkcję tę sprawowała do grudnia 2013. W tym czasie współorganizowała integracyjne szczyty rządowe, opracowała Narodowy Plan Integracji (2007) oraz rozwijała kursy językowe i integracyjne. Promowała również obowiązek znajomości języka niemieckiego oraz wprowadzenie testu obywatelskiego.
W grudniu 2013 została powołana na stanowisko ministra stanu w Federalnym Ministerstwie Spraw Zagranicznych, odpowiedzialnego za zagraniczną politykę kulturalną i edukacyjną. Funkcję pełniła do 2018. Reprezentowała Niemcy m.in. przy UNESCO, gdzie w 2014 została przewodniczącą Komitetu Światowego Dziedzictwa. W 2018 została prezydentem Niemieckiej Komisji UNESCO. Pełni liczne funkcje w radach fundacji i organizacjach promujących edukację, integrację oraz dialog międzykulturowy.